# Rio Alegre (vattendrag i Brasilien, Maranhão)
Rio Alegre är ett vattendrag i Brasilien.   Det ligger i delstaten Maranhão, i den nordöstra delen av landet, 1 600 km norr om huvudstaden Brasília.
Omgivningen kring Rio Alegre är huvudsakligen savann. Området är mycket glesbefolkat, med 5 invånare per kvadratkilometer.